# Jeanette Berglind

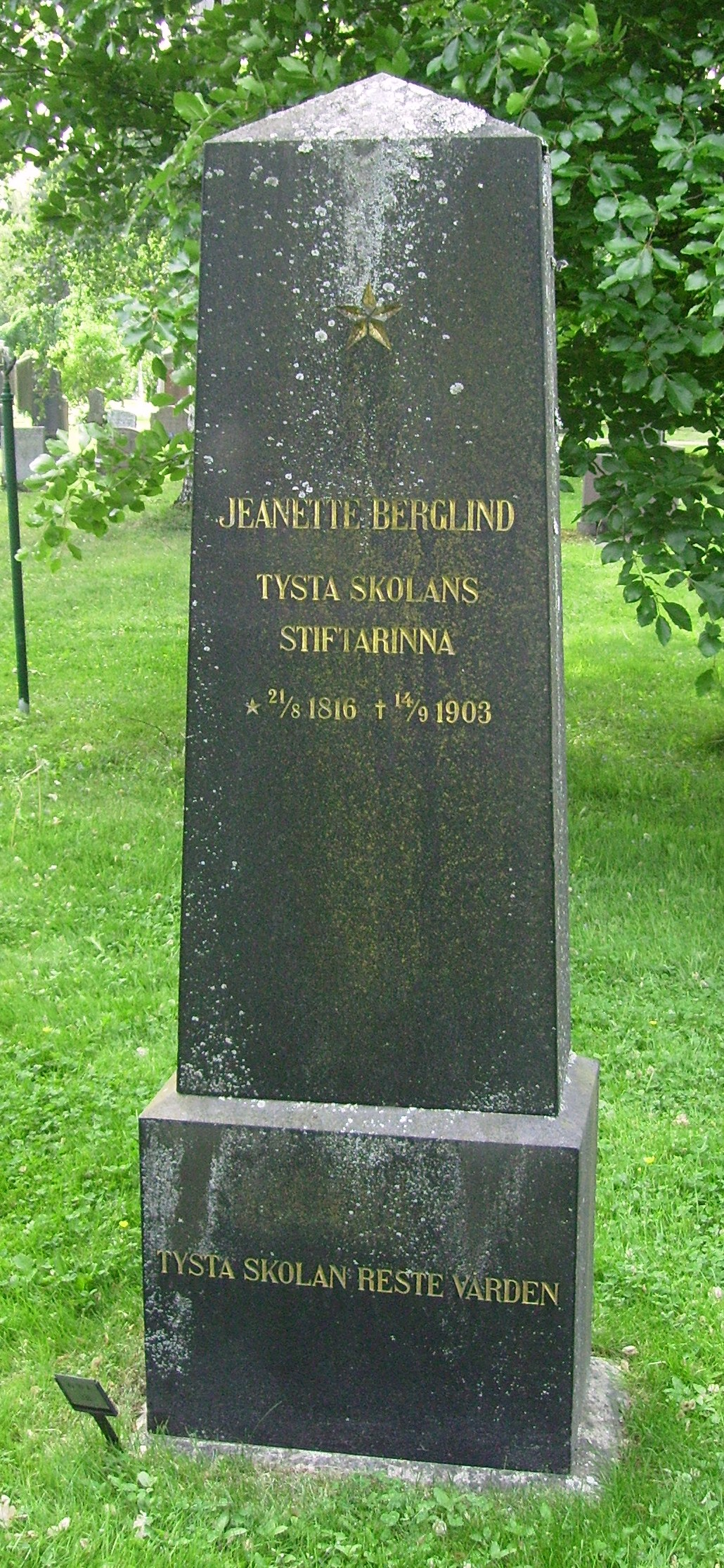
Jeanette Berglinds grav på Norra begravningsplatsen.

Johanna Appolonia (Jeanette) Berglind, född 21 augusti 1816 i Stockholm, död 14 september 1903, var en svensk pedagog. Berglind grundade en av Sveriges första skolor för döva, Tysta skolan i Stockholm. 
Berglind föddes föräldralös i Stockholm och adopterades av en änka. Under barndomen hade hon dålig hälsa i flera år på grund av ett benbrott 1819. 
Hon blev engagerad i döva personers rättigheter då hon 1834–1840 arbetade på Institutet för Blinda och Döfstumma i Manilla i Stockholm, där hon lärde sig teckenspråk. Efter Pär Aron Borgs död arbetade hon som tjänare, guvernant och sällskapdsdam och sparade sin lön för att finansiera den dövskola hon ville grunda. 
Hon försökte då under många år få bidrag till att öppna ett hem för döva, men det lyckades inte förrän Fredrika Bremer vädjade i pressen om bidrag till Berglinds skola, och berättade om hur Berglind undervisade de elever, hon då hade råd att ha. Fredrika Bremer fick då ihop ett stort bidrag och namngav skolan Tysta skolan, som grundades år 1860 och till en början inhystes i en trång lägenhet på tre rum och kök på Norrlandsgatan 33. 1862 till man till en mer lämplig bostad i malmgården Loviseberg på Stora Gråbergsgatan 25.
Tack vare frikostiga donationer från bland annat skolans beskyddare Karl XV och drottning Lovisa kunde skolan förvärva Maria Ruckmans stora egendom vid Norrtullsgatan 51–57 (dåvarande 25) i stadens lantliga utkanter. Berglind tog emot elever mot individuell avgift, och varje barn fick en egen trädgård, och fick skriva på griffeltavla som svar under lektionerna. Skolan fick ett statsanslag på 4 500 rdr, och gynnades av kungafamiljen. Den dövstumme konstnären Carlbom undervisade. 1882 avgick Berglind som föreståndare för Tysta skolan.